# Сыга I
Сыга I — деревня в Кезском районе Удмуртской республики.

## География
Находится в северо-восточной части Удмуртии на расстоянии приблизительно 9 км на юго-запад по прямой от районного центра поселка Кез.

## История
Известна с 1873 года как деревня Сыгинская (Дологурт, Шор-гурт и Язгурт) с 77 дворами. В 1905 году (уже Сыга 1-я или Дологурт) учтено 30 дворов, в 1924 — 37. До 2021 года входила в состав Сосновоборского сельского поселения.

## Население
Постоянное население составляло 692 человека (1873), 307 (1905), 251 (1924), 36 человека в 2002 году (удмурты 100 %), 28 в 2012.